# Centistes kaplanovi
Centistes kaplanovi är en stekelart som beskrevs av Sergey A. Belokobylskij 1995. Centistes kaplanovi ingår i släktet Centistes och familjen bracksteklar. Inga underarter finns listade.